# Brian Greene
Pour le joueur de basket-ball, voir Brian Greene (basket-ball).
Brian Greene, né le 9 février 1963 à New York, est un physicien américain connu comme un des spécialistes mondiaux de la théorie des cordes. Professeur de physique et de mathématiques à l'université Columbia de New York depuis 1996, Greene a notamment travaillé sur la symétrie miroir et la topologie (en relation avec la théorie des cordes).

## Biographie
Dans les années 1980, Brian Greene obtient son Baccalauréat ès sciences en physique à l'université Harvard et, profitant d'une bourse Rhodes, part étudier à l'université d'Oxford.
Son livre L'Univers élégant (1999) est une tentative de vulgariser la théorie des cordes et la théorie M. Ce livre a été en lice pour un prix Pulitzer (2000) et a gagné un prix Aventis en sciences (2000). Le livre présente les espaces de Calabi-Yau selon certains points dimensionnels (11D, 16D et 26D), lesquels pourraient contenir notre espace-temps. Son livre a servi de base à une émission diffusée par la PBS et par Arte en 2006 présentée sous le titre Ce qu'Einstein ne savait pas encore, dont il est le narrateur.
Son deuxième livre, La Magie du cosmos (2004), s'étend sur la nature de l'espace, du temps et de l'univers.
Il intervient comme conseiller scientifique sur un scénario de Bill Marsilii (en) et Terry Rossio pour le film Déjà vu, réalisé en 2006 par Tony Scott. Il fait une apparition dans la série The Big Bang Theory, où il interprète son rôle en donnant une conférence de vulgarisation scientifique à laquelle assistent Sheldon Cooper et Amy Farrah Fowler.
Brian Greene détient le record Guinness du plus grand canon galiléen ; il l'a présenté lors d'un épisode de The Late Show with Stephen Colbert diffusé le 25 mai 2016.

## Œuvres
- 1999 : L'Univers élégant (The Elegant Universe)
- 2004 : La Magie du cosmos (The Fabric of the Cosmos)
- 2008 : Icarus at the Edge of Time (en)  (ISBN 978-0-307-26888-4)
- 2012 : La Réalité cachée. Les Univers parallèles et les lois du cosmos (The Hidden Reality: Parallel Universes and the Deep Laws of the Cosmos (en))